# Bathyclarias nyasensis
Bathyclarias nyasensis är en fiskart som först beskrevs av Worthington, 1933.  Bathyclarias nyasensis ingår i släktet Bathyclarias och familjen Clariidae. IUCN kategoriserar arten globalt som livskraftig. Inga underarter finns listade.